# 森美穂
森美穂（もり みほ、女性、1979年11月21日 - ）は、日本のボクシングインストラクター。日本ボクシングコミッションC級ライセンス保持。東京都出身。158cm。47kg。アトム級 オーソドックススタイルのアウトボクサー。協栄ボクシングジム所属。

## 経歴
アメリカの高校を卒業後女子美術大学に入学、大学間交流のある東京農業大学のアマチュアボクシング部関東リーグの試合に感動し協栄ジムに入門。当時は日本ボクシングコミッションにおいて女子のプロボクサーライセンス保持が認められておらず、2008年度より日本で初めて正式な女子ボクシングが認可され、それを機にプロライセンスを目指す。2012年1月31日、C級ライセンス取得。ただし、デビュー戦は2014年2月現在も未定。協栄ジムの展開している有酸素運動と無酸素運動を組み合わせた本格的なボクササイズプログラムシェイプボクシングの人気インストラクターとして2008年3月より現在(2012年)まで関東圏のスポーツクラブにて活躍中。

## エピソード・人物像
貧血症でプロテストや試合前に義務付けられるボクシング検診で数回不適合となった事がある。
モンゴル写真展覧会等を行っている。(本人ブログより)